# Отношенский сельсовет
Отношенский сельсовет — сельское поселение в Казачинском районе Красноярского края.
Административный центр — село Отношка.

## Население
| 2010 | 2012 | 2013 | 2014 | 2015 | 2016 | 2017 |
| ---- | ---- | ---- | ---- | ---- | ---- | ---- |
| 530  | ↘501 | ↘484 | ↘476 | ↘459 | ↘455 | ↘431 |

## Состав сельского поселения
В состав сельского поселения входят 2 населённых пункта:
| № | Населённый пункт | Тип населённого пункта       | Население |
| - | ---------------- | ---------------------------- | --------- |
| 1 | Гамурино         | деревня                      | ↗119      |
| 2 | Отношка          | село, административный центр | ↘422      |